# Dvärgstentrast
Dvärgstentrast (Monticola rufocinereus) är en huvudsakligen afrikansk fågel i familjen flugsnappare inom ordningen tättingar.

## Kännetecken

### Utseende
Dvärgstentrasten är som namnet avslöjar minst bland stentrastarna, med en kroppslängd på endast 15-16 centimeter. Vuxna fåglar är mestadels grå på ovansidan, huvudet och bröstet, medan undergumpen, stjärtbasen och undersidan är orange. Stjärtteckningen påminner därmed om blåhakens. Liksom rödstjärtarna i Phoenicurus darrar den ofta på stjärten.

### Läte
Dvärgstentrasten är en tystlåten fågel, men kan avge ett par mjuka varningsläten: tyyt och trrt. Sången som avges från en hög sittplats i toppen av ett träd eller en buske, eller från en klippavsats, påminner om blåtrastens, en angenäm ramsa med skrapiga och flöjtlika melodiska toner.

## Utbredning och systematik
Dvärgstentrast delas in i två underarter:
- Monticola rufocinereus rufocinereus – förekommer i Eritrea, Etiopien, norra Somalia, södra Sydsudan, nordöstra Uganda, Kenya och norra Tanzania
- Monticola rufocinereus sclateri – förekommer på sydvästra Arabiska halvön (sydvästra Saudiarabien och västra Jemen)

### Familjetillhörighet
Stentrastarna ansågs fram tills nyligen liksom bland andra stenskvättor, rödstjärtar och buskskvättor vara små trastar. DNA-studier visar dock att de är marklevande flugsnappare (Muscicapidae) och förs därför numera till den familjen.

## Levnadssätt
Dvärgstentrasten förekommer på mellan 1400 och 2500 meters höjd i Afrika och mellan 800 och 3000 meter på Arabiska halvön. Den påträffas bland annat i skogklädda klippiga raviner, skogsgläntor, grästäckta förkastningsbranter och kanter av jordbruksområden (framför allt fruktodlingar). Fågeln är ofta lätt att komma in på livet. Likt rödstjärten sitter den ofta på en utkiksplats och gör snabba utfall för att fånga insekter på eller nära marken och sen återvända till utgångspunkten. Den ses också fånga insekter i flykten.

### Häckning
Rätt lite är känt om artens häckningsbeteende. Fågeln häckar mellan februari och maj-juni, men även i september och oktober. Boet placeras i en trädklyka cirka 1,3 meter ovan mark, alternativ i en buske eller klippskrea. Den lägger tre ägg, troligen två kullar. Båda könen matar ungarna.

## Status och hot
Arten har ett stort utbredningsområde och en stor population med stabil utveckling och tros inte vara utsatt för något substantiellt hot. Utifrån dessa kriterier kategoriserar internationella naturvårdsunionen IUCN arten som livskraftig (LC). Världspopulationen har inte uppskattats men den beskrivs som frekvent till vanlig i Etiopien, mycket vanlig i Eritrea, lokalt vanlig i Somalia och ovanlig och lokalt förekommande i Östafrika.